# Redcliff, Zimbabwe
Redcliff este un oraș din Zimbabwe.